# Camptosaure
El camptosaure (Camptosaurus) és un gènere de dinosaure herbívor del període Juràssic superior. Els adults més grossos mesuraven més de 7 m de longitud i pesaven fins a 4 tones. Eren capaços d'aixecar els seus pesats cossos per a caminar de forma bípeda. Aquest gènere probablement està emparentat amb l'ancestre dels iguanodòntids i hadrosàurids posteriors. Les seves restes fòssils s'han trobat a Nord-amèrica i Europa.